# Carlos Andrade
Carlos Andrade (Illa de Sal, Cap Verd, 27 d'abril de 1978) és un jugador de bàsquet que juga com a aler. Actualment juga al SL Benfica de la LPB. És el germà petit de Mery Andrade, qui va jugar a la WNBA.

## Trajectòria
Carlos Andrade va debutar en el Club Portugal Telecom (entre 1996 i 2000), i posteriorment va jugar en l'equip de la Universitat de Queens (2000-2003), als Estats Units; en aquest període, l'equip universitari va aconseguir arribar a la Final Four de la Divisió II de la NCAA. Més endavant va tornar a Portugal per jugar al Porto Ferpinta (2003-2004) i a l'Atlético de Queluz (2004-2005), any en què va aconseguir la nacionalitat portuguesa, el Frankfurt Skyliners (2005-2006) d'Alemanya i el SL Benfica (2006-2007), on va aconseguir una mitjana de 10,4 punts i 4,5 rebots.
L'any 2007 va fitxar pel Bruesa GBC per dues temporades; tanmateix a la pretemporada va patir un trencament fibril·lar al bessó, amb la qual cosa es va perdre els set primers partits de la temporada regular. Tot i això, en quatre dels partits del final de temporada va millorar el nivell, i fou el millor en la Final Four disputada a Cáceres, on va ser el millor anotador del seu equip amb 16 punts davant del Leche Rio Breogán en la semifinal i 10 puntos més davant del Tenerife en la final. En vista del bon nivell mostrat en aquesta Final Four, l'equip del Bruesa va decidir mantenir el jugador durant la següent temporada, on no tingué un començament bo i, a mitjan temporada era un dels 13 jugadors que tenia valoració negativa, tot i que l'equip estava en bona forma en aquell moment, a més d'aconseguir mantenir-se, per primera vegada en la seva curta història en la Lliga ACB.
A pesar de les declaracions de Pablo Laso, entrenador del Bruesa, que volia comptar amb ell per a la següent temporada 2008/2009, Andrade es va quedar sense equip i va tornar a Portugal per jugar al Porto Ferpinta, club en el qual milita en l'actualitat i amb el qual va guanyar la lliga portuguesa la temporada 2010/2011.

## Palmarès
- Fou escollit per formar part de l'All Star Game sub-24 en la temporada 1997/98.
- Va participar en l'All Star Game sub-24 en la temporada 1999/2000.
- Ha guanyat 3 cops la lliga de bàsquet de Portugal: amb el Porto Ferpinta els anys 2004 i 2011, i amb l'Atlético de Queluz l'any 2005.
- Va participar en l'All Star Game en la temporada 2007/08.

## Selecció nacional
No va poder participar en l'Eurobasket de Madrid de 2007 a causa d'un trencament fibril·lar al bessó. Tot i això, la seva selecció no va acusar la seva absència i aconseguí ser 9a, la seva millor classificació fins al moment. Tot i que durant l'any 2008 no va comptar per al seleccionador nacional portuguès, va participar en les eliminatòries de l'Eurobasket 2009. També va ser convocat per a l'Eurobasket de 2011, on va aconseguir participar després d'eliminar Hongria a la fase prèvia, cosa que va fer que Portugal s'inclogués en el Grup A.

## Característiques
Segons el periodista Nacho García és un jugador "Fibrós, ràpid i inquiet. Encara que no compti amb un bon percentatge de tir exterior, pot canviar el curs d'un partit amb la seva espontaneïtat".